# El día que secuestraron al Papa
El día que secuestraron al papa es una obra de teatro  de Joao Bethencourt, estrenada en España en 1973

## Argumento
El argumento de la obra gira en torno a un hombre, trasunto del Papa Juan XXIII, quién viaja de incógnito por New York, donde es secuestrado por un taxista comunista, ateo y judío. Pero lo sorprendente será el rescate exigido por el hombre, ya que no consiste en dinero, sino en que ese día paren todos las guerras y no se produzca ni una sola acción militar.

## Estreno
- Teatro Lara, Madrid, 6 de diciembre de 1973.[1]
  - Dirección: Carlos Vasallo.
  - Adaptación: Ariel Cortazzo y Xavier del Río.
  - Intérpretes:[3] Carlos Lemos, Inma de Santis, Rafael Alonso, Félix Dafauce, Enrique San Francisco, María Isbert, Antonio Vico, Margot Cottens, Antonio Puga, José Montijano. Paloma Moreno.